# Cretodermestes
Cretodermestes – wymarły rodzaj chrząszczy z rodziny skórnikowatych, jedyny z monotypowego plemienia Cretodermestini. Obejmuje tylko jeden opisany gatunek, Cretodermestes palpalis. Żył w kredzie na terenie współczesnej Mjanmy.

## Taksonomia
Rodzaj i gatunek typowy opisane zostały po raz pierwszy w 2017 roku przez Deng Congshuanga, Adama Ślipińskiego, Ren Donga oraz Pang Honga na łamach „Cretaceous Research”. Opisu dokonano na podstawie inkluzji w bursztynie birmańskim, odnalezionej w dolinie Hukawng na terenie birmańskiego stanu Kaczin. Skamieniałość datowana jest na wczesny cenoman. Nazwa rodzajowa to połączenie odnoszącego się do kredy członu Creto- z nazwą Dermestes, natomiast epitet gatunkowy oznacza po łacinie „głaszczkowy” i odnosi się do wydłużonych głaszczków szczękowych owada. Autorzy opisu umieścili Cretodermestes w nowym, monotypowym plemieniu Cretodermestini.

## Morfologia
Chrząszcz o wypukłym z wierzchu i spłaszczonym od spodu ciele długości 2,5 mm i szerokości 1,4 mm, najszerszym u nasady przedplecza, ubarwionym czarno, porośniętym przylegającymi włoskami. Głowa była płaskawa, trójkątna, zaopatrzona w małe, pozbawione szczecinek oczy złożone, wypukłe przyoczko oraz krótkie i dość cienkie czułki zbudowane z jedenastu członów, z których trzy ostatnie formowały bardzo słabo zaznaczoną, nieco spłaszczoną, pozbawioną wyraźnego owłosienia buławkę. Panewki czułkowe zasłonięte były od góry szerokim występem czołowym. Bardzo długie głaszczki szczękowe wyróżniały rodzaj na tle całej rodziny. Głaszczki wargowe były natomiast krótkie. Szerokość przedplecza wynosiła 0,4 jego długości. Miało ono kompletne listewki boczne, ostre i wystające kąty tylne oraz dwufalistą krawędź tylną z szeroko zaokrąglonym płatkiem środkowym. Hypomery pozbawione były zamkniętych jamek. Duża tarczka miała zarys prawie trójkątny z zaokrąglonym wierzchołkiem. Pokrywy były 1,2 raza dłuższe niż szerokie, 2,8 raza dłuższe niż przedplecze, najszersze przy podstawie, ale prawie równoległoboczne z wąsko zaokrąglonym tyłem. Podgięcia pokryw były wklęsłe, ku tyłowi zwężające się. Przedpiersie wypuszczało długi, nieco na szczycie rozszerzony wyrostek międzybiodrowy. Odnóża były grube, o prawie trójkątnych krętarzach, grubych udach, zaopatrzonych w gęsto rozmieszczone, kolcowate szczecinki i długie, nierównych długości ostrogi goleniach oraz pięcioczłonowych, zwieńczonych niezmodyfikowanymi pazurkami stopach. Biodra przedniej pary były kulistawe, środkowej owalne, a tylnej ku bokom sięgające podgięć pokryw. Odwłok miał pięć widocznych sternitów, z których piąty był półtorakrotnie dłuższy od poprzedniego i wąsko zaokrąglony. Genitalia samca miały zaokrąglone, gęsto owłosione paramery.